# Léning
Léning település Franciaországban, Moselle megyében. Lakosainak száma 329 fő (2022. január 1.). Léning Albestroff, Francaltroff, Gréning, Hellimer, Montdidier, Nelling és Réning községekkel határos.

## Népesség
A település népességének változása:
| Lakosok száma | 196  | 180  | 205  | 268  | 300  | 313  | 339  | 340  | 346  | 329  |
|               | 1968 | 1982 | 1990 | 2006 | 2013 | 2015 | 2017 | 2019 | 2020 | 2022 |